# Floresta (Boyacá)
Pour les articles homonymes, voir Floresta (homonymie).
Floresta est une municipalité située dans le département de Boyacá, en Colombie.